# Marcelo (Fußballspieler, 1987)
Marcelo, mit vollem Namen Marcelo Antônio Guedes Filho (* 20. Mai 1987 in São Vicente), ist ein brasilianischer ehemaliger Fußballspieler.

## Karriere
Marcelo wechselte 2007 aus der Jugend zu den Profis von Santos. Sein Debüt in der Série A bestritt er für Santos am 2. Spieltag bei der 2:3-Niederlage gegen América Futebol Clube, wo er in der Startelf stand. Zur Saison 2008/09 wechselte Marcelo nach Polen in die Ekstraklasa, zu Wisla Krakau. Für Krakau debütierte er am 27. September 2008, dem 7. Spieltag beim 4:0-Erfolg über Arka Gdynia, wo er über 90 Minuten auf dem Platz stand. Er gewann in dieser Saison seinen ersten Titel, er wurde polnischer Meister. In dieser Saison debütierte er auch international, er kam beim 1:1 gegen Tottenham Hotspur in der 1. Runde des UEFA-Pokals 2008/09 zum Einsatz. Im Sommer 2010 wechselte Marcelo in die Eredivisie, zur PSV Eindhoven. Am 14. August 2010, dem 2. Spieltag, debütierte Marcelo beim 6:0-Erfolg gegen De Graafschap. Mit Eindhoven erreichte er in dieser Saison das Viertelfinale der UEFA Europa League 2010/11. 2012 gewann Marcelo mit Eindhoven den holländischen Pokal. Im Finale des KNVB-Pokals besiegte Eindhoven Heracles Almelo mit 3:0. In der Saison 2012/13 gewann er die Johan-Cruyff-Schaal. Im Finale am 5. August 2012 beim 4:2-Sieg gegen Ajax Amsterdam spielte Marcelo über 90 Minuten. Zur Saison 2013/14 gab Hannover 96 die Verpflichtung von Marcelo bekannt.
Im Februar 2016 wurde er bis Saisonende in die Türkei an Beşiktaş Istanbul verliehen. Zur Saison 2016/17 wurde er schließlich fest verpflichtet.
Im Juni 2017 wechselte Marcelo zu Olympique Lyon. Die Ablösesumme wurde mit 7 Millionen Euro angegeben. In Lyon verbrachte er über vier Jahre, bevor er sich im Januar 2022 Girondins Bordeaux anschloss. Dort verblieb der Spieler nur ein halbes Jahr – im Juli 2022 wechselte er zu Western Sydney Wanderers.

## Erfolge
- Polnischer Meister: 2009
- Niederländischer Pokalsieger: 2012
- Niederländischer Supercupsieger: 2012
- 2× Türkischer Fußballmeister: 2016, 2017